# Chris Joannou
Chris Joannou (Merewether, 10 novembre 1979) è un bassista australiano, membro del gruppo post-grunge/alt-rock australiano Silverchair, una delle più importanti rock band australiane di sempre, famosa per aver raggiunto il successo internazionale alla giovane età di 15 anni.

## Biografia essenziale
La famiglia di Chris è composta dalla madre Sue, il padre David (proprietario di una lavanderia/lavaggio a secco), e due sorelle, di cui una gemella di Chris. Possiede 2 cani; uno si chiama Khan ed è un pastore tedesco. Lui e il batterista Ben Gillies abitavano e tuttora abitano nella stessa via e per questo motivo la loro conoscenza e amicizia risale alla tenera infanzia. Come Daniel Johns anche Chris suonava la tromba prima di passare al basso. Il passaggio a questo strumento avvenne tra l'altro grazie all'amico Ben: fu lui a vendere a Chris il suo primo basso per la cifra di 100 dollari e ad insegnare a Chris le basi dello strumento. Chris imparò a padroneggiare discretamente lo strumento in 3 mesi e poté così entrare a far parte degli Innocent Criminals, la band "antenata" dei Silverchair.
Chris fu il primo dei 3 membri dei Silverchair a tagliare i suoi lunghi capelli; l'amico Daniel disse che lo fece per evitare di dare una immagine metal.
Uno degli attori preferiti di Chris è Sean Connery.